# 황기욱
황기욱(黃基旭, 1996년 6월 10일 ~ )은 대한민국의 축구 선수로 현재 남양주 FC에서 수비형 미드필더로 활약 중이며 대한민국 청소년 대표팀 출신이다.

## 클럽 경력
FC 서울의 U-18팀인 오산고등학교 출신으로연세대학교를 거쳐 2017년 FC 서울에 입단하였다.
2017년 8월 AFC 튀비즈로 임대이적하였다.
2020시즌을 앞두고 한찬희와 트레이드 되면서 전남 드래곤즈로 이적했다.
2022시즌을 앞두고 FC 안양에 입단했다.

## 수상 내역

### 클럽

#### 전남 드래곤즈
- FA컵 우승: 2021

## 참고 자료
- 연세대학교 축구부 황기욱
- K리그의 아이들 - '진정한 서울맨을 꿈꾸다' 연세대 축구부 황기욱